# فشك (مقاطعة فراهان)
فشك (بالفارسية: فشک) هي قرية تقع في مركزي في إيران. يقدر عدد سكانها بـ 1,231 نسمة .